# 叠氮化氟
叠氮化氟是一种无机化合物，化学式为FN3，它是一种黄绿色的气体。
叠氮化氟在–82℃液化，在–152°C变为固体。
它在1942年由John F. Haller首次合成。

## 制备
叠氮化氟由氟气和叠氮酸反应得到：
2 F2 + 4 HN3 → FN3 + N2 + NH4F
用叠氮化钠和氟气反应也能得到叠氮化氟。

## 性质

### 化学性质
在室温下，叠氮化氟分解而不发生爆炸：
2 FN3 → F2N2 + 2N2.
而在高温下（例如1000℃），发生爆炸：
FN3 → FN{a1Δ} + N2. 
固体或液体FN3发生爆炸时放出热量，它的薄膜可以以1.6 km/s的速度燃烧。

### 光谱性质
| parameter | value     | 单位 |
| A         | 48131.448 | MHz  |
| B         | 5713.266  | MHz  |
| C         | 5095.276  | MHz  |
| μa        | 1.1       |      |
| μb        | 0.7       |      |

### 物理性质
FN3的密度是1.3 g/cm3。
FN3可以在氟化钾的表面吸附，但却不能在氟化锂或氟化钠的表面吸附，这种性质被研究以便FN3可以增加固体推进剂的能量。